# Krzysztof Zaleski
Krzysztof Jan Zaleski (ur. 3 września 1948 w Świętochłowicach, zm. 20 października 2008 w Warszawie) – polski reżyser teatralny, aktor filmowy i teatralny, scenarzysta. Jeden z najwybitniejszych młodych twórców, którzy weszli do teatru polskiego na przełomie lat 70. i 80. XX wieku.

## Życiorys
W 1971 ukończył studia na Wydziale Filologii Polskiej na Uniwersytecie Warszawskim. Rozpoczął studia doktoranckie w Instytucie Badań Literackich PAN, gdzie zajmował się twórczością Witolda Gombrowicza. Po wyreżyserowaniu w 1974 w kole naukowym warszawskiej Państwowej Wyższej Szkoły Teatralnej Ślubu Gombrowicza, porzucił karierę literaturoznawcy. Został namówiony przez rektora Tadeusza Łomnickiego do podjęcia studiów na Wydziale Reżyserii warszawskiej PWST, które ukończył w 1979 (dyplom w 1986).
Od końca studiów był związany z warszawskim Teatrem Współczesnym, gdzie reżyserował Świecznik de Musseta (1979), Smoka E. Szwarca (przy współpracy Janusza Wiśniewskiego, 1983), Mahagonny Brechta/Weilla (1982), Ślub Gombrowicza (1983), Niech no tylko zakwitną jabłonie – musical według scenariusza napisanego wspólnie z Agnieszką Osiecką (1984).
W 1983 wystawił Księdza Marka J. Słowackiego (adaptacja i reżyseria) – uznanego za jedną z najwybitniejszych inscenizacji Słowackiego w Teatrze Dramatycznym. W Teatrze Ateneum wyreżyserował Skąpca Moliera oraz Dwie sceny miłosne według O. Wilde’a i A. Czechowa, Rewizora N. Gogola, Pan Inspektor przyszedł J.B. Priestleya.
W Teatrze Muzycznym Roma wyreżyserował spektakl pt. Cohen. Był twórcą spektakli o różnej stylistyce, zawsze doskonale przystających do materiału dramatycznego i wyróżniających się perfekcją wykonania.
Współpracował z Teatrem Telewizji (Sprawa Stawrogina według Fiodora Dostojewskiego, Cyrano de Bergerac Edmonda Rostanda, Chińska kokaina Michaiła Bułhakowa, Już tylko sen Eustachego Rylskiego, Rysa Pawła Mossakowskiego, Parady Jana Potockiego), a także z wieloma teatrami, m.in. Teatrem Powszechnym, Teatrem Współczesnym, Teatrem Ateneum w Warszawie oraz Teatrem Wybrzeże. Wykładał w warszawskiej PWST, a w latach 1987–1990 był prodziekanem Wydziału Reżyserskiego.
Od 2006 był dyrektorem Teatru Polskiego Radia, a od 2007 – dyrektorem i redaktorem naczelnym Programu 2 Polskiego Radia.

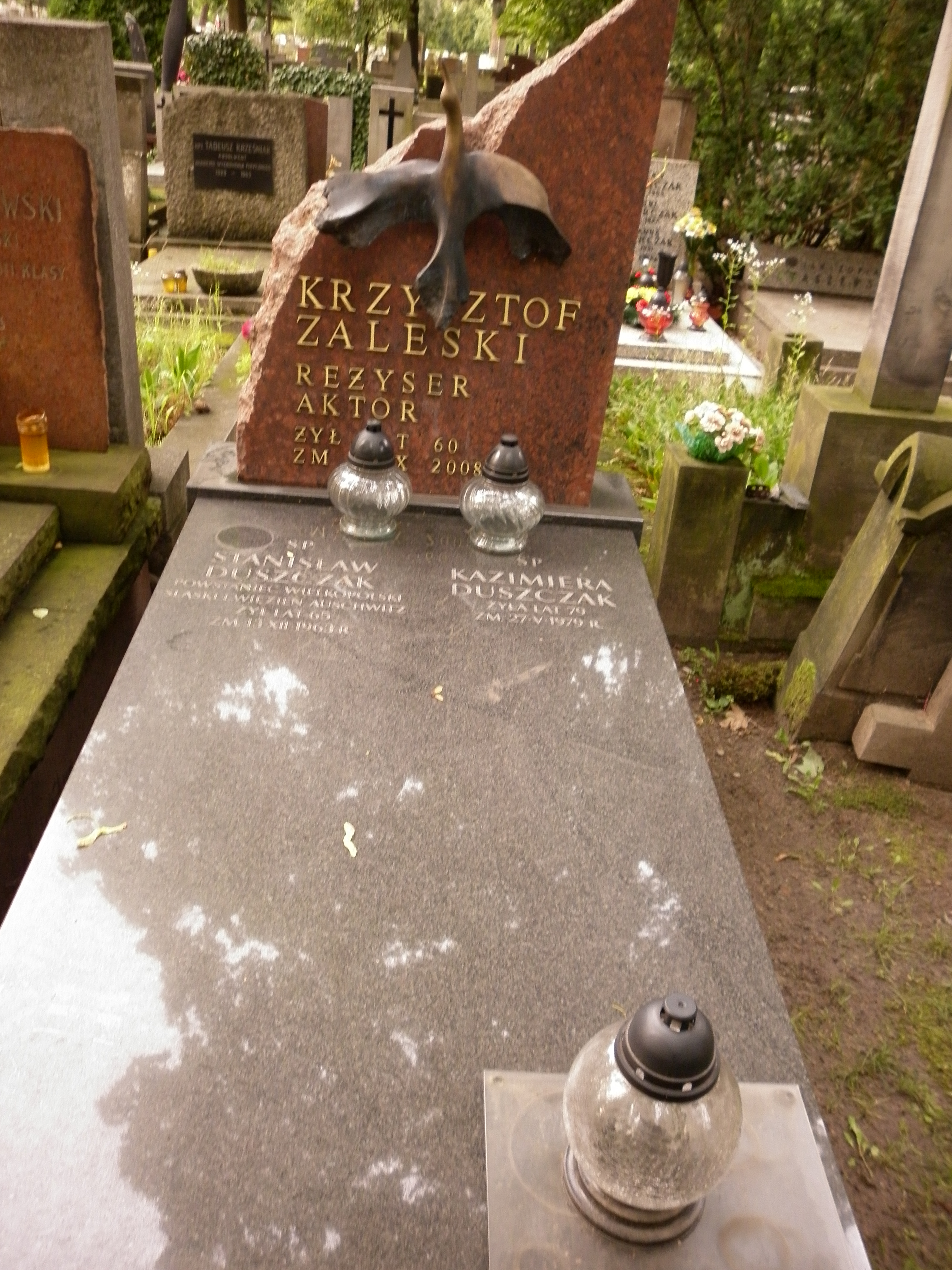
Grób Krzysztofa Zaleskiego na Cmentarzu Wojskowym na Powązkach w Warszawie

## Życie prywatne
Był mężem aktorek Krystyny Wachelko-Zaleskiej oraz Marii Pakulnis.
Zmarł wskutek guza mózgu. Został pochowany na Cmentarzu Wojskowym na Powązkach w Warszawie (kwatera B12-10-3).

## Nagrody
Na V Krajowym Festiwalu Teatru PR i Teatru TVP Dwa Teatry 2005 otrzymał nagrodę za scenariusz słuchowiska poetyckiego na podstawie utworów Kazimierza Wierzyńskiego Nie piszę już wierszy, zgłoszone przez Polskie Radio Program I.
W roku 2007 uhonorowano go prestiżową nagrodą przyznawaną dla artystów teatralnych – Feliksem za reżyserię Wagonu na podstawie prozy Marka Nowakowskiego, zrealizowanego w Teatrze Współczesnym w Warszawie.

## Odznaczenia (lista niepełna)
- Krzyż Kawalerski Orderu Odrodzenia Polski – 2008, pośmiertnie[7]

## Filmografia (jako aktor)
| - 1976: Niedzielne dzieci - 1977: Indeks. Życie i twórczość Józefa M. - 1978: Zaległy urlop - 1978: Próba ognia i wody - 1978: Bez znieczulenia - 1979: Obok - 1979: Szansa - 1980: Gorączka - 1980: Punkt widzenia – docent Niemirski (odc. 4 i 5) - 1981: Kobieta samotna - 1981: Przypadek - 1981: Dziecinne pytania - 1981: Człowiek z żelaza - 1982: Głosy - 1982: Matka Królów - 1985: Idol - 1985: Jezioro Bodeńskie - 1985: Kochankowie mojej mamy - 1985: Zabawa w chowanego - 1986: Zmiennicy – Łukasik, personalny WPT - 1987: O rany, nic się nie stało!!! | - 1987: Zabij mnie, glino - 1988: Piłkarski poker - 1988: Męskie sprawy - 1988: Obywatel Piszczyk - 1989: Konsul - 1989: Odbicia – dyrektor administracyjny SGGW (odc. 2) - 1991: Życie za życie. Maksymilian Kolbe - 1992: Czarne słońca - 1992: Warszawa. Rok 5703 (inny tytuł Tragarz puchu) - 1993: Tylko strach - 1993: Samowolka – sierżant Kufel - 1994: Miasto prywatne - 1995: Gracze - 1996: Ekstradycja 2 - 1997: Sztos – cinkciarz „Grucha” - 1999: O dwóch takich, co nic nie ukradli - 2000: Bajland - 2000: Twarze i maski – reżyser Sar - 2003: Fala zbrodni – Nowak (odc. 4) - 2004: Cudownie ocalony - 2005: Dziki 2: Pojedynek – doktor Jastrząb - 2006: Letnia miłość - 2006: Kryminalni – Tadeusz Niezgoda „Rotger” (odc. 57) |